# Christian de Chergé
Christian de Chergé (n. 18 ianuarie 1937, Colmar, région Alsace⁠(d), Franța – d. 21 mai 1996, Médéa, Provincia Médéa, Algeria) a fost un călugăr trapist viețuitor în Algeria, adept al apropierii dintre creștini și musulmani. A fost ucis împreună cu alți șase călugări din Mănăstirea Notre-Dame de l'Atlas⁠(fr)[traduceți] într-un atentat islamist. A fost beatificat în anul 2018.
Filmul Des hommes et des dieux, o ecranizare a evenimentelor din 1996, a fost distins cu mai multe premii. Rolul starețului Christian de Chergé a fost jucat de actorul Lambert Wilson.

## Galerie de imagini

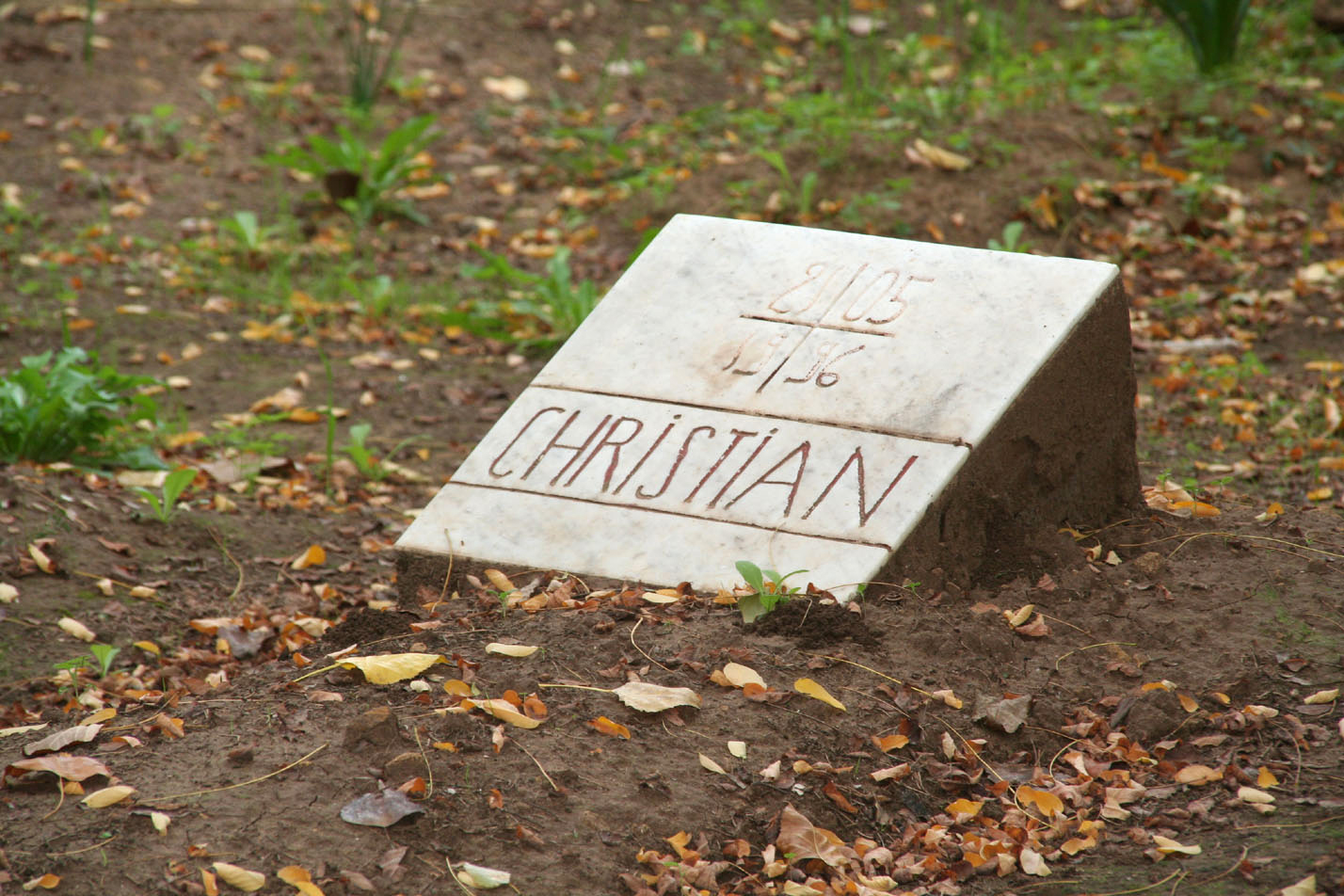
Piatra sa de mormânt